# Waybuloo
Waybuloo – kanadyjsko-brytyjski serial animowany, emitowany od 7 listopada 2009 na kanale CBeebies. Premiera trzeciej serii serialu odbyła się 8 listopada 2010 roku na kanale CBeebies.
Serial liczy 150 odcinków i został podzielony na 6 serii po 25 odcinków każda.

## Opis fabuły
Kreskówka opowiada o przygodach czwórki przyjaciół – De Li, Nok Tok, Lau Lau i Yojojo, którzy mieszkają w krainie Nara, gdzie panuje szczęście, śmiech i przyjaźń.

## Bohaterowie
- Nok Tok – miś z niebieskim kolorem ciała i brązowymi oczami.
- De Li – kot z różowym kolorem ciała i niebieskimi oczami.
- Lau Lau – królik z fioletowym kolorem ciała i zielonymi oczami.
- Yojojo – małpa z pomarańczowym kolorem ciała i niebieskimi oczami.

## Wersja polska

### Serie 1-2
Piplisiom głosów użyczyli:
- Joanna Banasiak - Lau Lau
- Marek Wrona - Nok Tok
- Katarzyna Pietrzyk - Yojojo
- Karolina Fortuna - De Li

Przekład: Leszek Sielicki

Opracowanie wersji polskiej: Cabo

### Serie 3-6
W wersji polskiej wystąpili:
- Karolina Lisicka – Lau Lau
- Dorota Strzyżewska – De Li
- Artur Połoczański – Nok Tok
- Dariusz Kosmowski – Yojojo

Dialogi:
- Ewa Zawadzka (odc. 51-75),
- Artur Połoczański (odc. 76-100)

Realizacja nagrań:
- Grzegorz Sikora (serie 3-5),
- Marcin Kalinowski (seria 6)
- Karolina Kinder (seria 6)

Opracowanie i realizacja wersji polskiej: Studio Tercja Gdańsk

## Kontrowersje
W 2012 roku stacja CBeebies w Wielkiej Brytanii rozpoczęła emisję czwartej serii programu Waybuloo. Odcinki tego sezonu były krótsze, wsparte narracją Davida Lamba. Te zmiany w serialu sprawiły, iż do BBC wpłynęło 150 skarg od rodziców oburzonych nową formułą. Uważali, że narracja brzmi zbyt sarkastycznie, a sam program przestał relaksować ich dzieci przed snem. Po tym incydencie, telewizja natychmiastowo zmieniła ramówkę, przywracając stare odcinki Waybuloo. W związku z szybką reakcją rodziców, czwarta seria programu gościła w ramówce brytyjskiego CBeebies tylko przez jeden dzień.